# 金洼站
金洼站是郑州地铁2号线的地铁车站，位于中华人民共和国河南省郑州市惠济区开元路与田园路交叉口，于2019年12月28日启用。

## 车站结构
金洼站的主体结构设于开元路地下，呈东西走向，为地下二层车站，B1层为站厅层，B2层为站台层。
| 1F  | 地面     | 所有出入口                                       |
| B1F | 站厅     | 客服中心、自动售票机、行李检查、闸机、车站控制室 |
| B2F | █ 2号线  | 往贾河方向 （黄河迎宾馆）                        |
| B2F | 岛式站台 | 至站厅                                           |
| B2F | █ 2号线  | 往南四环/城郊线郑州航空港站方向 （金达路）       |

### 站厅
金洼站的站厅位于B1层，设有客服中心、自动售票机、行李检查等设施。站厅由闸机和栏杆分隔为付费区和非付费区，付费区内设有自动扶梯、步梯和无障碍电梯连接站台层。在站厅近B口通道处设有卫生间和母婴室。

### 站台
金洼站设一座岛式站台，位于B2层，安装有高站台门。站台呈东西向，北侧站台面由2号线上行（贾河方向）列车使用，南侧站台面由2号线下行（南四环/城郊线郑州航空港站方向）列车使用。

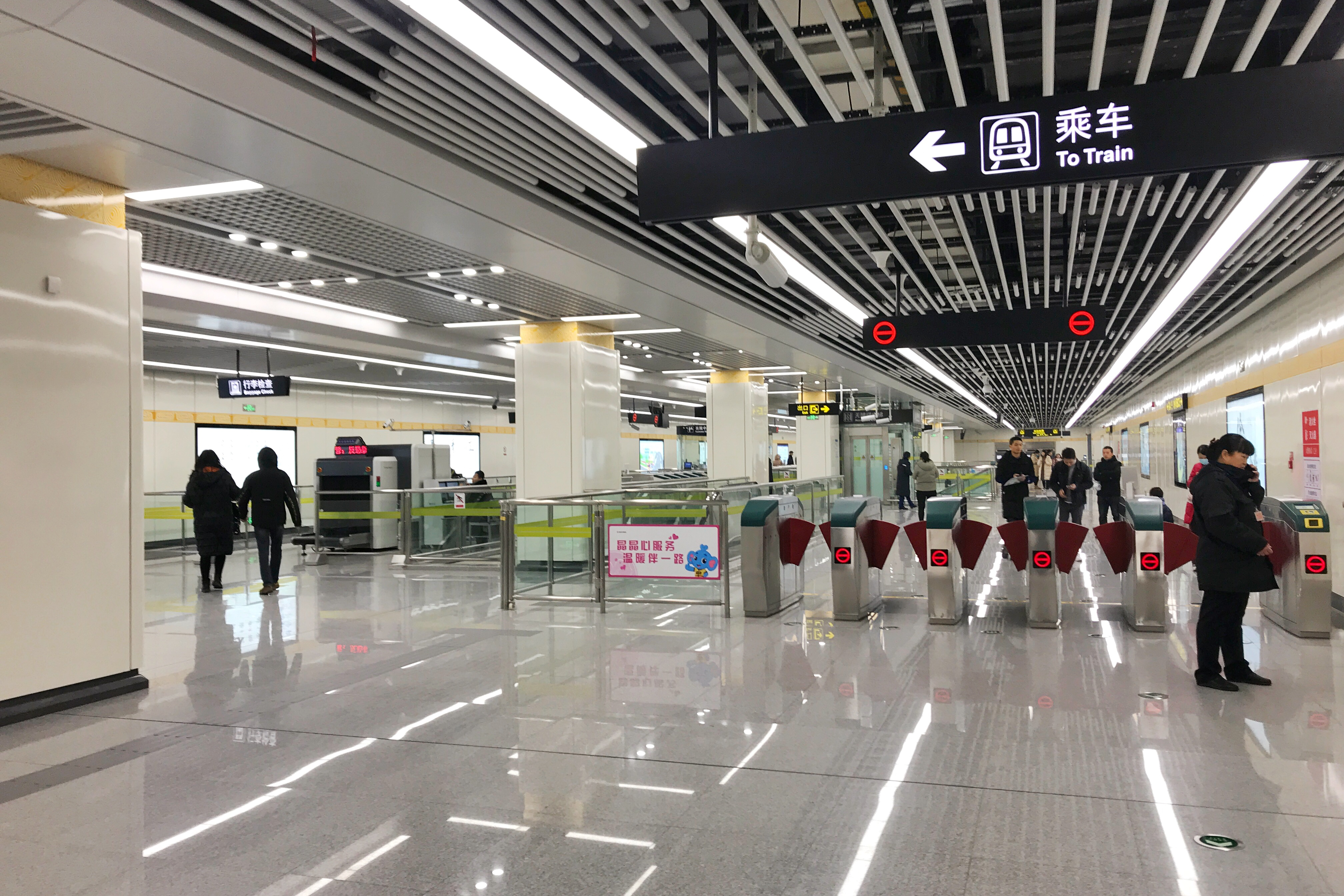
站厅
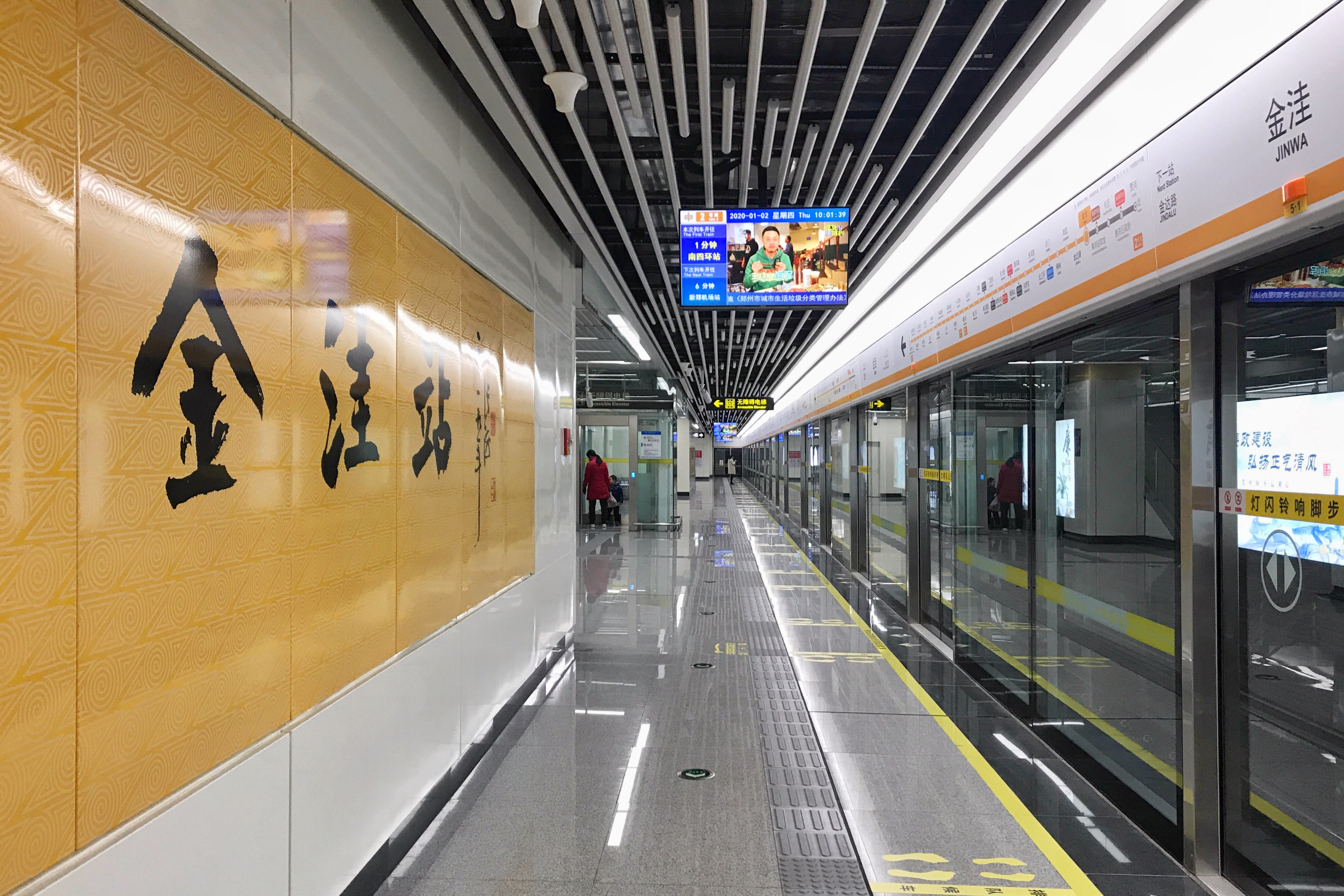
站台上的站名大字壁

### 出入口
金洼站设有A、B、C共3个出入口，分别位于开元路与田园路交叉路口的东南角、西南角和西北角，连接站厅的非付费区。B口设有无障碍电梯。
该站各出入口的详细信息如下表所示。
| 开元路田园路 | 开元路田园路          | 开元路田园路 | 开元路田园路 | 开元路田园路 |
| 编号         | 路线                  | 路线         | 路线         | 备注         |
| ------------ | --------------------- | ------------ | ------------ | ------------ |
| 90           | 丰乐农庄.丰乐葵园景区 | ⇆            | 汽车客运北站 |              |
| B51          | 开元路田园路          | ⇆            | 五龙口公交站 | 原161路      |

| 开元路田园路 | 开元路田园路          | 开元路田园路 | 开元路田园路 | 开元路田园路 |
| 编号         | 路线                  | 路线         | 路线         | 备注         |
| ------------ | --------------------- | ------------ | ------------ | ------------ |
| 90           | 丰乐农庄.丰乐葵园景区 | ⇆            | 汽车客运北站 |              |
| 196          | 花园口公交站          | ⇆            | 农业路丰乐路 |              |
| B51          | 开元路田园路          | ⇆            | 五龙口公交站 | 原161路      |